# 長期信用銀行法
長期信用銀行法（ちょうきしんようぎんこうほう、昭和27年6月12日法律第187号）は、長期信用銀行に関する日本の法律である。

## 概要
戦前に存在していた特殊銀行が、戦後にGHQの命令で普通銀行へ強制転換された。当初、長期資金（回収に1年以上かかるとされる投下資金）については資本市場による運用に委ねる方針を採った。しかし、戦後経済の急速な発展により普通銀行の貸付残高が預金量を上回る超過に陥り、これ以上の貸付が不可能と判断されたため、復興維持のために別の資金を貸し付ける金融機関の設立が急務となった。そこで長期資金の財源を金融債の発行によって賄い、これにより長期資金を供給できる現行法の銀行とは異なる金融機関の設立のため、1952年12月に長期信用銀行法が制定された。
この法律を根拠に、まず日本興業銀行が普通銀行から長期信用銀行へ転換（以下、興銀と略す）した。また同年12月に日本長期信用銀行が新たに設立（以下、長銀と略す）された。1957年に日本不動産銀行（1977年に日本債券信用銀行に改称、以下、日債銀と略す）が設立された。
1990年代にバブルが崩壊して長期信用銀行では発行した金融債の回収が不可能となった。2000年頃までに長銀と日債銀が破綻、それぞれ新生銀行とあおぞら銀行となった。興銀はみずほグループの立ち上げに参画し、リテール部門は新設された長期信用銀行であるみずほ統合準備銀行に分割の上で第一勧業銀行が同行を吸収合併し（旧）みずほ銀行に改称、興銀本体は富士銀行に吸収合併され、みずほコーポレート銀行として再出発（富士銀行を存続会社とするみずほコーポレート銀行はいわゆる都市銀行の扱い。2013年7月1日付で（旧）みずほ銀行を吸収合併し、みずほコーポレート銀行からみずほ銀行に改称）となった。2004年4月1日に新生銀行が普通銀行に転換し、最後の長信銀となったあおぞら銀行も2006年4月1日に普通銀行に転換した事に伴い、長期信用銀行法に基づく銀行は消滅している。
旧長期信用銀行は、普通銀行に転換した時点で金融債を発行していた店舗に限り、転換から最長10年間は特例で引き続き金融債の発行が可能であるが、2016年4月1日以降この特例が有効な銀行は存在せず、発行済みの金融債が全て償還された時点で、事実上法律が失効状態となる見通し。